# Стіпе Дрвіш
Стіпе Дрвіш (хорв. Stipe Drviš; нар. 8 червня 1973, Макарська) — хорватський професійний боксер, чемпіон світу за версією WBA (2007) і чемпіон Європи за версією EBU (2003—2004, 2006) у напівважкій вазі.

## Аматорська кар'єра
На чемпіонаті Європи 1996 здобув дві перемоги, а у чвертьфіналі програв П'єтро Ауріно (Італія).
На Олімпійських іграх 1996 переміг Джона Дугласа (Гаяна) і Тимура Ібрагімова (Узбекистан), а у чвертьфіналі програв Лі Син Бе (Південна Корея) — 11-14.
На Середземноморські іграх 1997 завоював срібну медаль.
На чемпіонаті світу 1997 програв у першому бою Юсуфу Озтюрку (Туреччина).

## Професіональна кар'єра
1999 року дебютував на професійному рингу. 23 листопада 2002 року в двадцять другому бою завоював титул IBF Inter-Continental у напівважкій вазі.
8 лютого 2003 року в бою проти Сильвіо Бранко (Італія) завоював титул чемпіона Європи за версією EBU. Провів три успішних захиста титулу.
15 серпня 2004 року в бою за звання обов'язкового претендента на титул чемпіона WBC у напівважкій вазі програв одностайним рішенням Полу Бріггсу (Австралія).
17 січня 2006 року завоював титул чемпіона Європи за версією EBU вдруге. Провівши один вдалий захист, 28 квітня 2007 року вийшов на бій за вакантний титул чемпіона 
WBA у напівважкій вазі проти знайомого йому Сильвіо Бранко (Італія) і знов здобув над ним перемогу. В першому ж захисті звання чемпіона світу програв Денні Гріну (Австралія), після чого завершив виступи.